# 張店区
張店区（ちょうてん-く）は、中華人民共和国山東省淄博市の市轄区。

## 行政区画
- 街道：車站街道、公園街道、湖田街道、和平街道、科苑街道、体育場街道、四宝山街道、馬尚街道
- 鎮：南定鎮、灃水鎮、傅家鎮、中埠鎮、房鎮鎮